# 北河街58號
北河街58號是香港一座唐樓建築，位於九龍深水埗北河街58號及大南街交界，2009年12月18日被列為香港二級歷史建築。

## 歷史
北河街58號樓高三層，建於1920年代，屬戰前唐樓，頂樓設有陽台。
樓宇屬深水埗首位發展商李柄所建的32橦樓房之一，原址前身為「成豐押」，於1970年代搬遷至北角馬寶道。
押舖搬遷後，地舖由大金龍參茸藥材海味公司接手至今，店主曾經在轉角位置掛有一霓虹燈招牌（現已拆卸）。

## 建築特色
北河街58號 特別之處除了他樓齡近百之外，最值得留意是香港戰前的直角轉角唐樓。
北河街58號 樓高三層，正面有大騎樓，露台和支柱。恰好位於北河街和大南街交界，於是有兩個樓宇立面可讓設計師發揮。面向大南街的立面，設計師優雅地在三樓建築了一個懸臂式露台，配上生鐵通花作圍欄，極具歐洲風味。商人及設計師李炳於一九二零年向政府捐地，並代政府設計規劃整個深水埗，共建了32座唐樓，已租借形式供商店和市民居住，慢慢將深水埗由農地轉型成為市集。但隨著地區成長 ，發展商買下各幢唐樓清拆重建， 被選中的58號意外地保留下來。 聞說店主蘇先生年年為舊樓維修，是有心人 。［3］

## 外部連結
- 海味網：大金龍參茸藥材海味公司[永久]
- 長春社文化古蹟資源中心：大金龍參茸藥材海味公司（页面存档备份，存于）